# Islas Púrpuras
Las islas Púrpuras (en árabe: Dżazair as-Suwajra‎, en francés: Iles Purpuraires) son un conjunto de pequeñas islas frente a la costa occidental de Marruecos en la bahía de la ciudad de Esauira.

## Historia
Estas islas fueron colonizadas en la antigüedad por los fenicios, principalmente para explotar los recursos marinos y algunas poseen antiguas fortalezas. La ocupación romana del oeste de Marruecos empezó en el siglo II a. C. y estos continuaron usando los islotes, principalmente para la fabricación de un colorante azul real aprovechando determinados organismos marinos. Los estudios arqueológicos del Neolítico en esta área sobre los pueblos nativos del oeste indican actividades como la pesca en este lugar de Marruecos, aproximadamente de entre los años 2000 al 3000 a. C.

## Enlaces externos

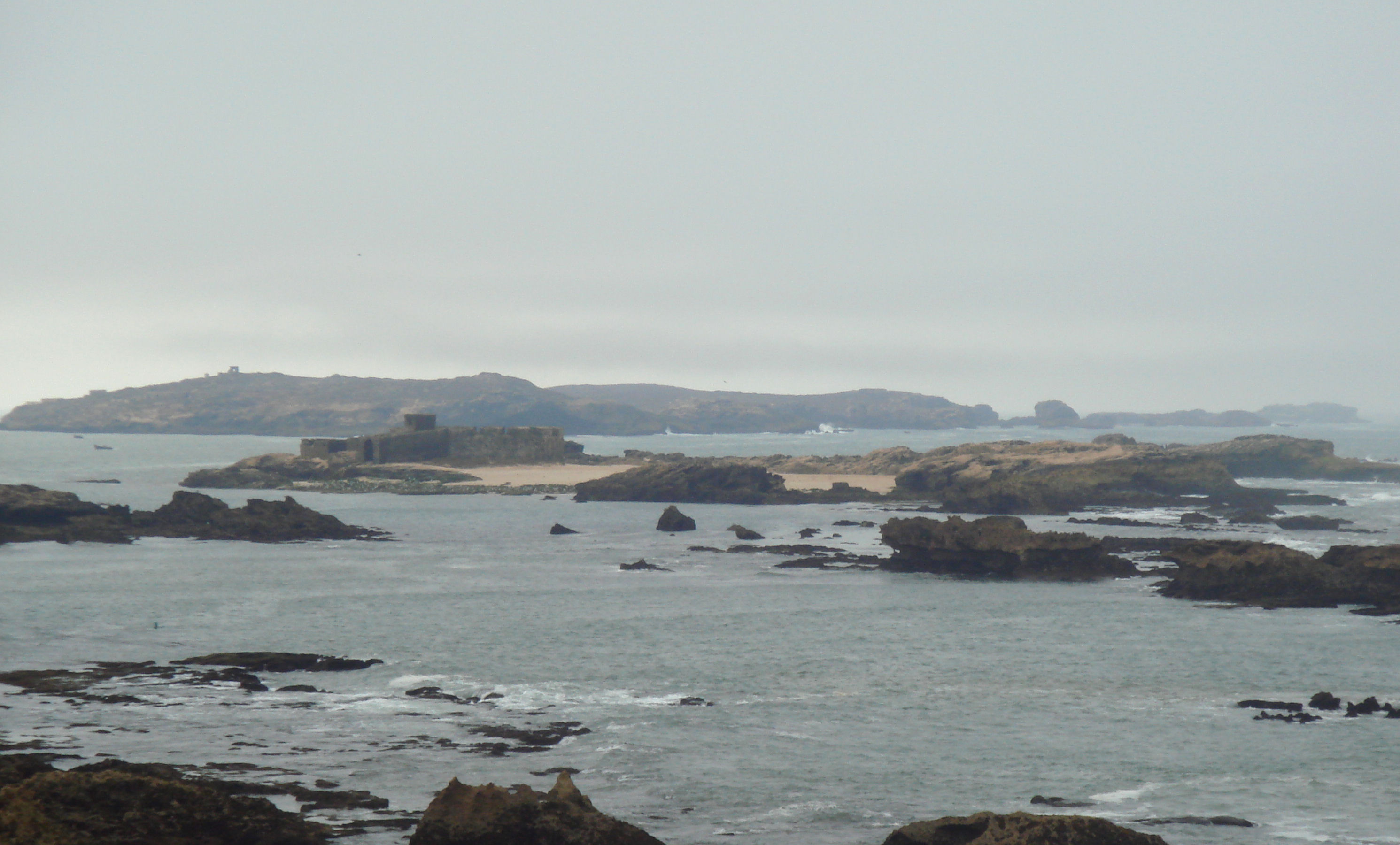
Las islas Púrpuras con la isla Mogador al fondo vista desde Esauira